# جيمي جونسون (لاعب هوكي الجليد)
جيمي جونسون (بالإنجليزية: Jamie Johnson)‏ (و. 1982  م) هو لاعب هوكي الجليد كندي، مركز لعبه هو وسط ‏.

## روابط خارجية
- جيمي جونسون على موقع دوري الهوكي الوطني (الإنجليزية)
- جيمي جونسون على موقع دوري الهوكي للقارات (الإنجليزية)
- جيمي جونسون على موقع EliteProspects.com (الإنجليزية)
- جيمي جونسون على موقع Eurohockey.com (الإنجليزية)
- جيمي جونسون على موقع HockeyDB.com (الإنجليزية)